# Лепсі
Ле́псі (каз. Лепсі) — село у складі Алакольського району Жетисуської області Казахстану. Адміністративний центр Лепсинського сільського округу.
Населення — 993 особи (2021; 1151 у 2009, 1391 у 1999, 1987 у 1989).

## Історія
Населений пункт засновано 1846 року. 1880 року частина станиці (з 1867 року) отримала статус міста, два населених пункти розділяла річка Буленька. До 1918 року існували окремо станиця Лепсінська та місто Лепсінськ. В них проживало (станом на 1913 рік): 6249 осіб в станиці та 8764 особи в місті. 1936 року місто втратило статус, два населених пункти були об'єднані в село Лепсінськ, з 2010 — сучасна назва.

## Населення
За переписом 1897 року у містечку проживало 3 230 осіб. Розподіл населення за мовою згідно з переписом 1897 року:
| Мова                           | Осіб  | Відсоток |
| ------------------------------ | ----- | -------- |
| російська                      | 1 257 | 38,92 %  |
| татарська                      | 900   | 27,86 %  |
| українська                     | 612   | 18,95 %  |
| казахська («киргиз-кайсацька») | 450   | 13,93 %  |
| «сартська»                     | 10    | 0,31 %   |
| польська                       | 1     | 0,03 %   |
| Разом                          | 3 230 | 100 %    |